# Il libro sacro del Prodigioso Spaghetto Volante
Il libro sacro del Prodigioso Spaghetto Volante (The Gospel of the Flying Spaghetti Monster) è un libro religioso scritto da Bobby Henderson che espone le principali credenze della religione pastafariana.

## Storia editoriale
Il Prodigioso Spaghetto volante fu creato da Bobby Henderson in una lettera aperta alla Kansas State Board of Education dove ha sfidato il concetto di disegno intelligente. Dopo che Henderson ebbe pubblicato la lettera sul suo sito web, essa è diventata un fenomeno di internet ed ebbe una grande fama dopo essere pubblicata in diversi giornali importanti, fatto che ha catturato l'attenzione degli editori.
Pubblicato nel marzo 2006 da Villard Books, il libro sacro parla delle credenze del pastafariano stabilite nella lettera aperta. Nel febbraio 2008, Mondadori ha pubblicato la versione italiana tradotta da Marco Lunari. Nel 2025 è stata pubblicata una nuova traduzione, a cura di Paolo Sinigaglia e della Chiesa Pastafariana Italiana.
Il libro, che ha venduto 100 000 copie, è stato ricevuto generalmente bene dalla critica.

## Trama
Il libro sacro include un mito della creazione, dei comandamenti, una guida all'evangelizzazione e discute la storia e lo stile di vita degli uomini da un punto di vista pastafariano. Henderson utilizza la satira per mostrare i problemi concettuali del creazionismo e per provare l'esistenza del Prodigioso Spaghetto Volante, mentre beffeggia il movimento del disegno intelligente.